# Madeleine Bourdouxhe
Madeleine Bourdouxhe, född 25 september 1906 i Liège, död 16 april 1996 i Bryssel, var en belgisk författare. Hennes La Femme de Gilles från 1937 inspirerade den senare kvinnorörelsen.

## Biografi
Bourdouxhe föddes i Liège, i den belgiska kolgruveregionen i öster. Hon studerade språk och filosofi i huvudstaden Bryssel och tog inspiration från Gide, Apollinaire, Nietzsche och andra frispråkiga poeter och författare.
Som 21-åring gifte hon sig med matematikläraren Jacques Muller, och kort efter den tyska inmarschen 1940 födde hon parets enda barn – Marie. Därefter följde en flykt med den nyfödda till Sydfrankrike. Redan samma år återvände de dock till Belgien, med målet att försöka bygga upp sina liv igen.
Efter krigsslutet var Madeleine Bourdouxhe en flitig besökare i Paris, med dess kaféer och litteraturscen, och umgicks med Sartre, Beauvoir och Queneau. Familjen bosatte sig i den södra delen av Bryssel.
På senare år var hon bland annat ständig sekreterare i Libre Académie de Bruxelles.

### Författarskap
När Madeleine Bourdouxhe 1937 slog igenom på Paris-förlaget Gallimard, med sin andra roman la Femme de Gilles, var det mer eller mindre som årets litterära nykomling. Historien påminde om en klassisk grekisk tragedi, men med handlingen förlagd till en industristad någonstans i norra Europa.
Den litterära karriären utvecklades dock inte som planerat. Två år senare bröt andra världskriget ut, och 1940 ockuperades det belgiska hemlandet av Tredje riket. Hennes franska förlag styrdes av nazistiska förlagsprinciper och istället valde den politiskt obekväma författaren att ge ut sin andra roman À la recherche de Marie (1943) på det lilla belgiska Éditions Libris.
Efter kriget Bourduxhe fortsatte att skriva främst noveller. Det kom dock att dröja fram till 1980-talets kvinnorörelse, innan hon återupptäcktes som författare. Därefter har hennes viktigare verk översatts till ett antal språk.
Redan tidigare hade dock Bourdouxhes skrivande givit effekt på kvinnorörelsen. Bland annat omnämns hon i Simone de Beauvoirs Det andra könet, som en representant för den nya kvinnan. Själv stötte hennes författarkarriär dock emot olika problem, och 1956 refuserades hennes romanutkast Mantou est trop loin; detta fick henne av söka sig bort från den litterära banan. Först 2019 kom denna hennes femte roman i tryck, på Éditions Névrosée.

### På svenska, på film
Bourdouxhes författarskap uppmärksammades i liten omfattning i Sverige fram till utgivningen av genombrottsromanen La femme de Gilles (1937) som 2004 gavs ut på svenska under titeln Gilles kvinna. Boken har översatts till ett flertal språk och kom även det året på film.
Den svenska samlingsvolymen En spik, en ros och andra berättelser gavs ut 2009 och innehåller utöver de sju noveller, som ingår i den franska förlagan, ytterligare en novell. Samtliga noveller gavs ut mellan 1944 och 1985. I Sverige har Bourdouxhe givits ut av Elisabeth Grate Bokförlag.